# Mistrzostwa Polski w Judo 1966
10. edycja Mistrzostw Polski w judo odbyła się w roku 1966 w Gdańsku. Rywalizowali tylko mężczyźni.

## Medaliści  mistrzostw Polski

### mężczyźni
| Konkurencja: | Złoto:                     | Srebro:                     | Brąz:                           |
| -63 kg       | Zygfryd Wiśniewski         | Stanisław Siewior           | Wojciech Podgórski Wisła Kraków |
| -70 kg       | Czesław Łaksa Wisła Kraków | Piotr Okrągły               | Czesław Kur Wybrzeże Gdańsk     |
| -80 kg       | Stanisław Tokarski         | Lechosław Hoppe             | Aleksander Kuczyński            |
| -93 kg       | Michał Dzierzbicki         | Tadeusz Kalina Wisła Kraków | Tadeusz Czubryj                 |
| +93 kg       | Franciszek Grochowski      | Zbigniew Werkowicz          | Ryszard Zysko                   |
| open         | Tadeusz Czubryj            | Aleksander Kuczyński        | Krzysztof Jaworski              |